# Sainte-Élisabeth-de-Proulx
Sainte-Élisabeth-de-Proulx est un territoire non organisé de la municipalité régionale de comté de Maria-Chapdelaine dans la région administrative du Saguenay–Lac-Saint-Jean, au Québec (Canada).

## Toponymie
Le nom de Sainte-Élisabeth rappelle celui de la paroisse catholique. Le village est placé sous le patronage d'Élisabeth dès la célébration de la première messe dans les environs, en 1931.
Un bureau de poste en service de 1932 à 1969 porte le nom de Manigouche, d'après le mot manigush, signifiant « épinette blanche » en innu-aimun.

## Histoire
Le 7 octobre 2024 le territoire non-organisé de Sainte-Élisabeth-de-Proulx est créé à partir de Passes-Dangereuses. 

## Géographie
Le village se situe près de Sainte-Jeanne d'Arc et de Saint-Stanislas, à 15 km au nord de Dolbeau-Mistassini. Le village compte environ 180 habitants.